# Rizah Mešković
Rizah Mešković (Mate; Tuzla, 10. kolovoza 1947.), nekadašnji bosanskohercegovački nogometni vratar, reprezentativac Jugoslavije, branio za Slobodu iz Tuzle, splitski Hajduk i nizozemski AZ Alkmaar. Kao član stručnog štaba reprezentacije otisao je 1991. u Emirate. Vratio se iz Emirata 2007. godine. Tijekom godina 2009., 2010. i 2011. završio je za UEFA-inu "B", UEFA-inu "A" i UEFA-inu "Pro" licenciju. Momentalno bez angažmana.
Za prvi tim tuzlanske Slobode počeo je nastupati s nepunih sedamnaest godina. Nakon četiri prvoligaške sezone prešao je u Hajduk i postao vratar slavne Ivićeve "zlatne" generacije. Navijači Hajduka odmah su mu dali nadimak "Mate" i ispjevali pjesmu „S Marjana puše bura Mešković nam vrata čuva.“. Visok i snažan golman, siguran pri istrčavanju s Hajdukom osvaja dva prvenstva Jugoslavije (1973./74. s 33 nastupa i 1974./75. sa 16 nastupa) i 3 kupa za redom (1973., 1974., 1975./76.).  
Za reprezentaciju Jugoslavije odigrao je jednu utakmicu, 29. lipnja 1972., protiv Škotske koja se igrala za Kup nezavisnosti Brazila u Belo Horizonteu i koja je završila s rezultatom 2:2. Ovaj nastup zaslužio je velikim povjerenjem koje je u njega imao selektor Vujadin Boškov.  Golove za Jugoslaviju postigli su Dušan Bajević u 60. minuti i Jurica Jerković u 86. minuti. Uz navedene igrače još su igrali Krivokuća, Bošković, Pavlovič, Katalinski, Paunović, Popivoda, Oblak, Jovan Aćimović i Džajić.
Putovao je i na Svjetsko prvenstvo 1974. Nakon završetka igračke karijere, Mešković se posvetio trenerskom pozivu, među ostalima i neke klubove u inozemstvu. Bio je član stručnog štaba reprezentacije bivše Jugoslavje na Svjetskom prvenstvu u Italiji 1980. godine. 
U cijeloj nogometnoj karijeri, u onoj između vratnica i trenerskoj, Rizah Mešković požeo je mnoge uspjehe i dobio više priznanja od UEFA-e, FIFA-e i JNS-a.

## Nogometna karijera

### Sloboda Tuzla
Prema njegovim riječima nogometom počinje još u dječačko doba, a prvi klub za koji počinje braniti je tuzlanska Sloboda u koju dolazi 1962. i ostaje do 1973., svog odlaska u Hajduk. Sloboda ga je, prema riječima Gojka Škrbića, prodala Hajduku na dvije godine uz odštetu od tadašnjih 14 milijuna starih dinara. U međuvremenu je od 1971. do 1974. i u jugoslavenskoj A reprezentaciji
U sezoni 1968./69. Sloboda je osvojila 36[nedostaje izvor] bodova i postigla 50[nedostaje izvor] golova, dok je Mešković kapitulirao samo devet puta, najmanje od svih drugoligaških i prvoligaških vratara.

### Hajduk Split
Za bilu momčad Mate je na branku stao 107 puta i to 53 puta u prvenstvenim natjecanjima, 9 utakmica za kup, 6 u europskim, te 39 puta na prijateljskim utakmicama.
Na branku će stati prvi put na oproštajnoj utakmici legendarnog Vukčevića (Vučka), Hlevnjaka i Nadoveze, a prvi službeni nastup je za kup Jugoslavije 12. kolovoza 1973., i to u početnom sastavu protiv Vardara koju je Hajduk kao domaćin dobio s 5:1 golovima Jurice Jerkovića (2), Mijača (koji je ušao kao zamjena Mićunu Jovaniću), Oblaka i Poldrugovca.
Rizah Mešković među hrvatskim brankarima drži rekord da u odigranoj minutaži 789 minuta nije primio nijedan zgoditak, a to je uspjelo tek Petkoviću.
Iz Hajduka sa 107 nastupa odlazi 1976. u nizozemski Alkmaar gdje će biti sve do 1979.

#### 789 minuta bez gola
Rizah drži na području bivše Jugoslavije i svojevrstan rekord da nije primio zgoditak 789 minuta kada ga je nadvladao Petković. Posljednji zgoditak kojega je primio bio je na utakmici sa Željezničarom u Splitu 25. 11. 1973. (1:1). Bez primljenih golova odonda igraju se utakmice protiv Banjalučkog Borca (0:0), zatim Beograda u Splitu (2:0), Vojvodine u Splitu (3:0), Dinama u zagrebu (0:1), Bor u Splitu (3:0), Radničkog iz Niša u Nišu (0:1) i Čelika u Splitu (1:0). Tek u 22. kolu Hajduk gubi od Sarajeva s 1:0. Ipak na toj su se utakmici osjetili nedostatak Oblaka, Buljana, Žungula i Jovanića. Nastupili su Mešković, Džoni, Rožić, Peruzović, Holcer, Boljat, Mijač, Mužinić, Gluić, Jerković i Šurjak.
Statistika u Hajduku
| Natjecanje        | Nastupi | Zgoditci |
| ----------------- | ------- | -------- |
| Prvenstvo         | 53      | 0        |
| Kup               | 9       | 0        |
| Superkup          | 0       | 0        |
| Međunarodne       | 6       | 0        |
| Splitski podsavez | 0       | 0        |
| Ukupno            | 68      | 0        |
| Prijateljske      | 39      | 0        |
| Sveukupno         | 107     | 0        |

### Od AZ Alkmaara do Orebića
Nakon Hajduka Rizah Mešković odlazi od 1976. do 1979. u AZ Alkmaar i onda se vraća natrag u Tuzlu i priključuje Slobodi sve do 1983. godine, nakon čega odlazi u još nekoliko domaćih klubova, to su FK Budućnost iz Banovića od 1983. – 1984., zatim u FK Radnik Bijeljina iz Bijeljine 1984. – 1985., NK Bratstvo Gračanica iz Gračanice 1985. – 1987. i karijeru završava u NK Orebiću iz Orebića 1987. – 1988. godine

## Trenerska karijera
Trenersku karijeru započinje završetkom trenerske škole u Sarajevu, a već 1988. godine trenira jugoslavenku B reprezentaciju, a iduće godine Slobodu iz Tuzle, i konačno 1990. jugoslavensku A reprezentaciju. 
Godine 1991. kao član stručnog stožera reprezentacije odlazi u Ujedinjene Arapske Emirate gdje trenira neko vrijeme nekoliko klubova i A i B reprezentacije. Jedno vrijeme provodi i u Saudijskoj Arabiji (Al Nasr iz Riyada, 1993. – 1994.; Al Hilal iz Riyada, 1996. – 1997. i Al Ahli iz Jeddaha, 2001. – 2002.), zatim u Kataru (Al Sadd u Dohi, 2002. – 2005.). Ipak najviše vremena proveo je u Emiratima gdje je trenirao klubove Al Wahda (1991. – 1992.) u Abu Dhabiju, Al Shabab Al Arabi (1992. – 1993., 1999. – 2001. i 2005. – 2007.) u Dubaiju, Al Sharjah (1994. – 1996.) iz Sharjaha, Al Wasl (1997. – 1998.) iz Dubaija i Al Nasr (1998. – 1999.) također u Dubaiju. Profesionalnu trenersku karijeru završava 2007. godine.

## Privatni život
Rizah Mešković danas živi u Tuzli i još je aktivan u sportskom životu, pa tako sudjeluje i u humanitarnim utakmicama u sklopu akcije prikupljanja novca za liječenje teško oboljele 24-godišnje djevojke Aldine Sarajlić, pokazujući još uvijek zavidne golmanske kvalitete. Oženjen je (supruga Azra) i otac dvoje djece.

## Galerija
- Princ Selman, guverner Riyada i Rizah Mešković koji je tamo došao kao trener.
- Rizah Mešković u prostorijama bivšeg kluba AZ Alkmaar nakon 35 godina.
- Na svakodnevnom zadatku, trener R. Mešković u AL Wahdi na treningu s vratarom Abdulom Naserom.
- Mešković na kartama

## Vanjske poveznice
- Rizah Mešković kod Mosora: Ostao sam Mate za sva vremena
- Rizah Mešković nakon 32 godine ponovo među stativama  Arhivirana inačica izvorne stranice od 3. prosinca 2013. (Wayback Machine)
- Jednom Mate, uvijek Mate  Arhivirana inačica izvorne stranice od 3. prosinca 2013. (Wayback Machine)